# Uche Okafor (Fußballspieler, 1967)
Uchenna Kizito Okafor (* 8. August 1967 in Owerri; † 6. Januar 2011 in Little Elm, Texas, Vereinigte Staaten) war ein nigerianischer Fußballspieler. Er nahm an der Fußball-Weltmeisterschaft 1994 in den USA sowie an der Fußball-Weltmeisterschaft 1998 in Frankreich teil.

## Karriere

### Verein
Okafor begann seine Karriere 1986 in seinem Geburtsland beim African Continental Bank Football Club Lagos. 1988 ging er nach Belgien, wo er für den KRC Mechelen und UR Namur spielte. Nach einem Jahr beim unterklassigen französischen Klub Le Touquet AC spielte er in der Saison 1993/94 für Hannover 96, wo er zu vier Einsätzen in der 2. Bundesliga kam. Nach weiteren Stationen in Portugal und Israel ging Okafor 1996 in die Vereinigten Staaten, wo er für das Franchise Kansas City Wizards spielte. Dort beendete er im Jahr 2000 seine Karriere.

### Nationalmannschaft
Zwischen 1988 und 1998 bestritt Okafor 34 Spiele für die nigerianische Fußballnationalmannschaft, in denen er ohne Torerfolg blieb.
Er gewann die Fußball-Afrikameisterschaft 1994 und nahm im selben Jahr an der Fußball-Weltmeisterschaft 1994 teil, wurde während des Turniers jedoch nicht eingesetzt. Vier Jahre später bei der Fußball-Weltmeisterschaft 1998 in Frankreich stand er erneut im nigerianischen Aufgebot und kam im letzten Gruppenspiel gegen Paraguay zum Einsatz.
Zudem nahm er am König-Fahd-Pokal 1995, dem Vorläufer des FIFA-Konföderationen-Pokals, und am King Hassan II Tournament 1996 teil.

## Tod
Nachdem er seine Tochter zur Schule gebracht hatte, wurde Okafor am 6. Januar 2011 erhängt in seinem Haus aufgefunden. Obwohl die Auffindesituation auf einen Suizid hindeutete, äußerten die Angehörigen Zweifel an der Todesursache.  Das FBI gab am 24. Januar 2011 bekannt, dass Okafors Tod in Anbetracht der Umstände auf Mord hindeuteten.
Uche Okafor wurde am 17. Februar 2011 im Bundesstaat Imo in seiner Heimat Nigeria in Begleitung ehemaliger Teamkollegen beigesetzt.